# Antocijanin 6"-O-maloniltransferaza
Antocijanin 6"-O-maloniltransferaza (EC 2.3.1.171) je enzim sa sistematskim imenom malonil-KoA:antocijanidin-3-O-beta--glukozid 6-O-maloniltransferaza. Ovaj enzim katalizuje sledeću hemijsku reakciju
malonil-KoA + antocijanidin 3-O-beta--glukozid {\displaystyle \rightleftharpoons } KoA + antocijanidin 3-O-(6-O-malonil-beta-D-glukozid)
On deluje na pelargonidinski 3-O-glukozid u Dahlia variabilis, delfinidin 3-O-glukozid, i na cijanidin 3-O-glukozid u transgeničkoj petuniji (Petunia hibrida).

## Literatura
- Nicholas C. Price; Lewis Stevens (1999). Fundamentals of Enzymology: The Cell and Molecular Biology of Catalytic Proteins (Third изд.). USA: Oxford University Press. ISBN 019850229X.
- Eric J. Toone (2006). Advances in Enzymology and Related Areas of Molecular Biology, Protein Evolution (Volume 75 изд.). Wiley-Interscience. ISBN 0471205036.
- Branden C; Tooze J. Introduction to Protein Structure. New York, NY: Garland Publishing. ISBN 0-8153-2305-0.
- Irwin H. Segel. Enzyme Kinetics: Behavior and Analysis of Rapid Equilibrium and Steady-State Enzyme Systems (Book 44 изд.). Wiley Classics Library. ISBN 0471303097.

## Spoljašnje veze
- -O-malonyltransferase Anthocyanin+6-O-malonyltransferase на 